# Biomeigenia magna
Biomeigenia magna là một loài ruồi trong họ Tachinidae.